# Tomba di Minh Mạng

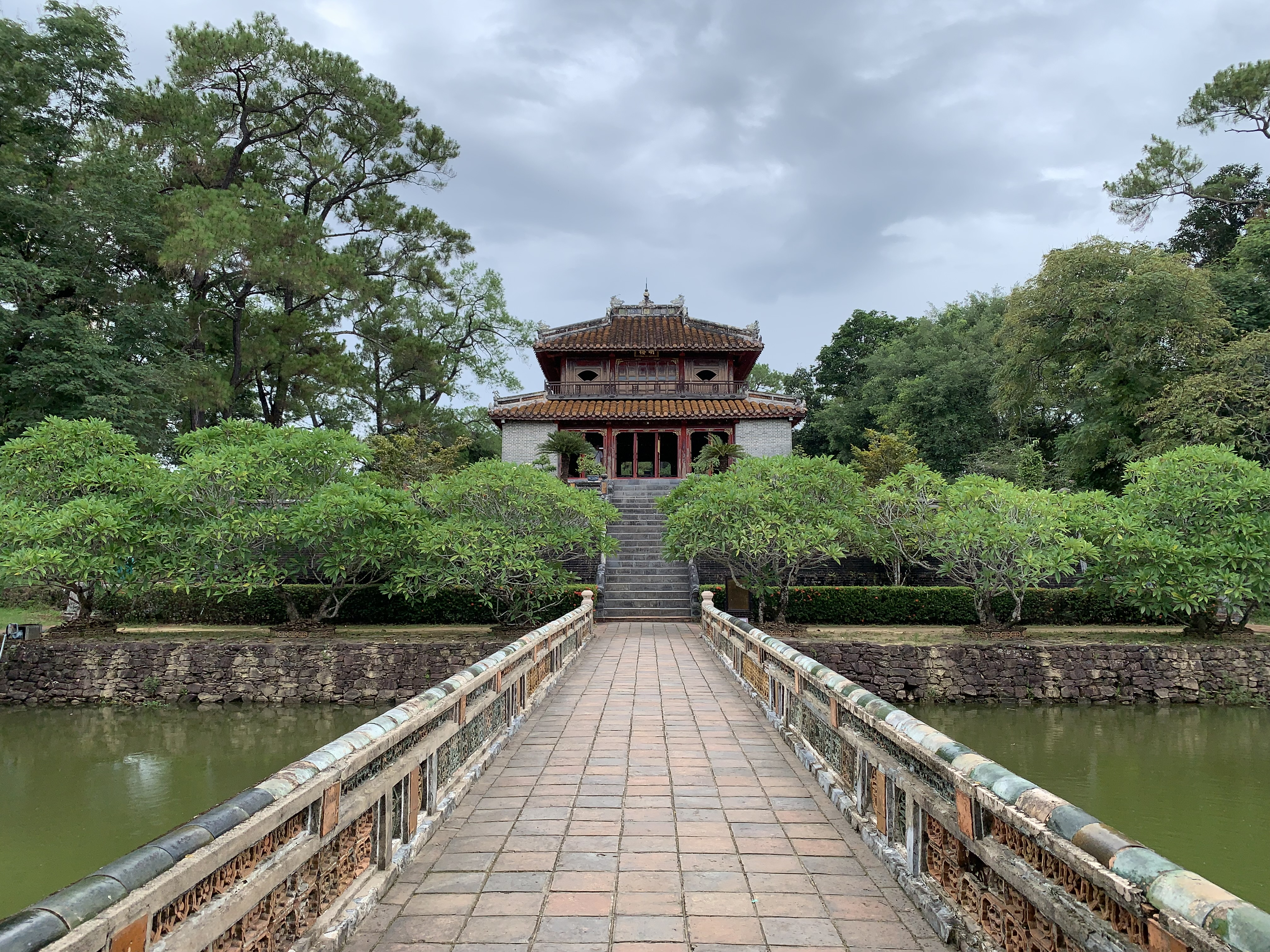
Il mausoleo nel 2024

La tomba di Minh Mạng (Lăng Minh Mạng in vietnamita), nota anche come Hieu Lang è un complesso monumentale situato a 12 chilometri da Huế, la antica capitale imperiale del Vietnam. Si trova sulla riva ovest del fiume dei Profumi nei pressi della confluenza dei fiumi Huu Trach e Ta Trach, alle pendici del monte di Cam Khe. Completato nel 1843, il mausoleo è parte del complesso dei monumenti di Huế, patrimonio mondiale dell'UNESCO dal 1993.

## Storia
Divenuto imperatore nel 1820 alla morte del padre Gia Long, Minh Mạng iniziò da subito a cercare un luogo propizio per la costruzione della sua tomba. Nel 1840 venne selezionato il terreno e l'imperatore cambiò il nome della vicina montagna da Cam Ke a Hieu Son e chiamò il complesso Lang Hieu, approvando personalmente i progetti per gli edifici. I lavori di costruzione iniziarono nell'aprile dello stesso anno e non erano ancora completati alla morte dell'imperatore nel febbraio del 1841. Il figlio, l'imperatore Thiệu Trị, diede ordine di continuare i lavori, impiegando più di 10.000 operai per completare il mausoleo. Il 20 agosto 1841 il corpo di Minh Mạng venne sepolto nella tomba ma i lavori vennero completati solo nel 1843.

## Architettura

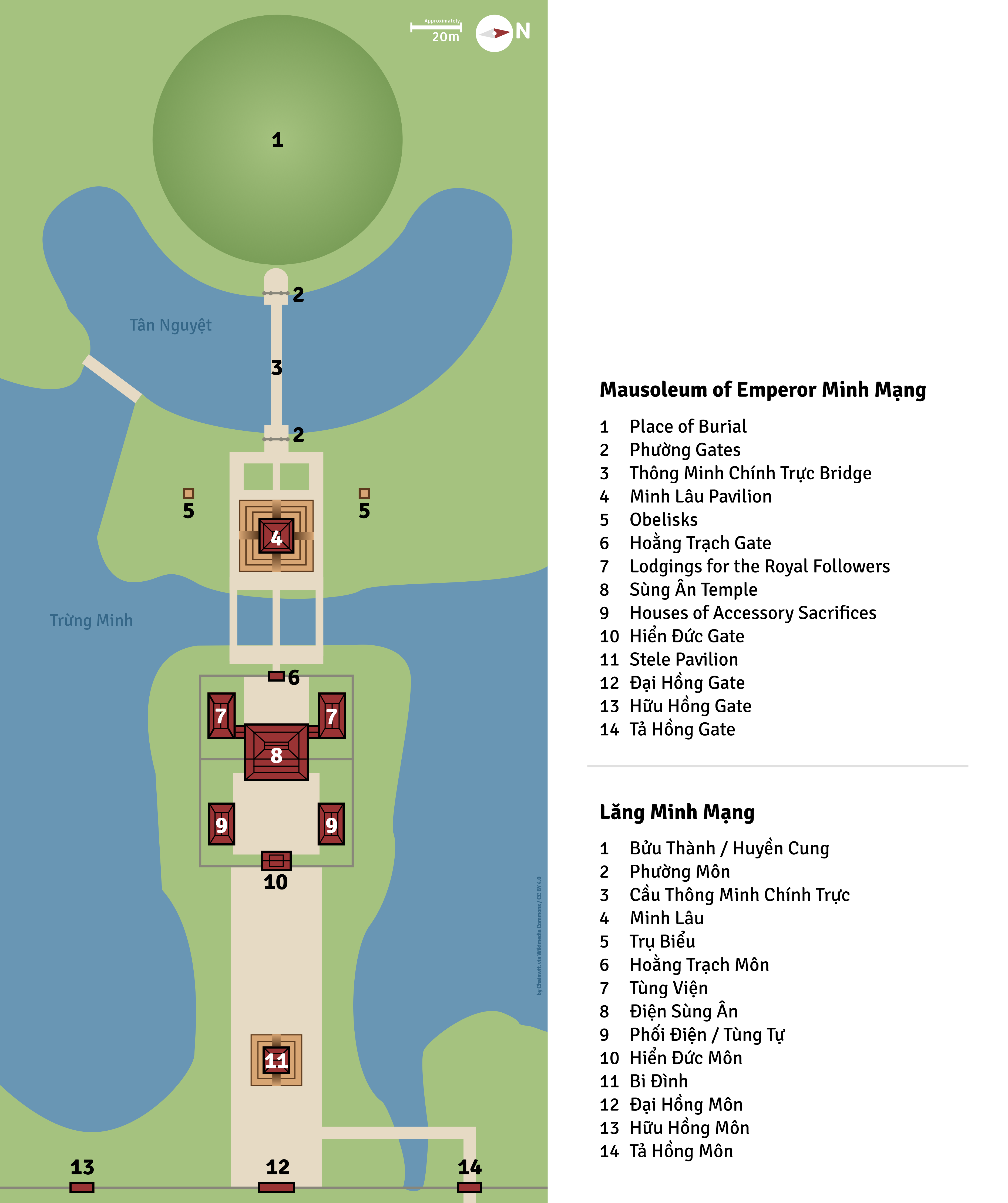
Pianta generale della tomba dell'imperatore Minh Mang

La tomba imperiale comprende 40 edifici tra palazzi, padiglioni e templi, disposti simmetricamente su un asse che unisce il portale di Dai Hong con il muro di cinta di La Thanh, alle spalle della tomba reale. I monumenti si trovano su tre assi paralleli, perpendicolari all'asse principale detto Than Dao.